# Parlamentsvalget i Indien 2024
Parlamentsvalget i Indien 2024 foregik over syv dage i perioden 19. april til 1. juni 2024 med deltagelse af ca. 970 mio. vælgere, der kunne stemme ved ca. en mio. valgsteder. Udover start- og slutdatoen, afholdtes der også valg 26. april samt 7., 13., 20. og 25. maj.
Forskellige virksomheder i flere brancher gav rabat til kunder, der via en farvet finger kunne bevise, at det havde stemt ved valget.

## Valget
Der var ca. 2400 partier, der stillede op til valget. Ifølge meningsmålinger stod den siddende premierminister Narendra Modi til at få en tredje periode som premierminister, hvilket kun Jawaharlal Nehru har haft tidligere. Ved det foregående valg deltog 11 mio. valgtilforordnede fordelt på en mio. valgsteder. Udstyret til at gennemføre valget transporteredes rundt ved hjælp af både elefanter, heste, skibe og helikoptere. Blandt andet fordi vælgerne højst måtte have to km til et valgsted. Modi var med 76% støtte pr. 9. december 2023 den mest populære regeringsleder i verden.

## Resultatet
Stemmeoptællingen begyndte tre dage efter sidste valgdag og blev vundet af en partialliance, der hedder NDA, hvilket før, at den siddende premierminister Narendra Modi får en treddje valgperiode på posten. 65,8 % af de stemmeberettigede vælgere deltog i valget, hvilket var ca. 1,5 procentpoint færre end ved det foregående valg. Valgdeltagelse svingede fra ca. 50 % i Bihar til over 80 % i Assam.
Modis parti, BJP, mistede dog 63 mandater, mens Kongrespartiet gik fra 52 til 99 mandater. Samlet set fik Modis alliance 286 mandater,  oppossisionsalliancen (Indian National Developmental Inclusive Alliance (I.N.D.I.A.), der består af 27 partier, anført af Kongrespartiet) fik 202 mandater, mens de øvrige partier fik 55 mandater i alt.